# اسکای‌ویز (شرکت هواپیمایی)
اسکای‌ویز (به انگلیسی: Skyways (airline)) یک شرکت هواپیمایی سوئدی با کد یاتا JZ است که در تاریخ ۱۹۹۳ میلادی تأسیس شده است.
قطب این شرکت هواپیمایی در فرودگاه استکهلم-آرلاندا و فرودگاه گوتنبرگ-لاندوتر قرار دارد و به ۲۵ مقصد، پرواز مستقیم انجام می‌دهد.

## مقصدهای پروازی

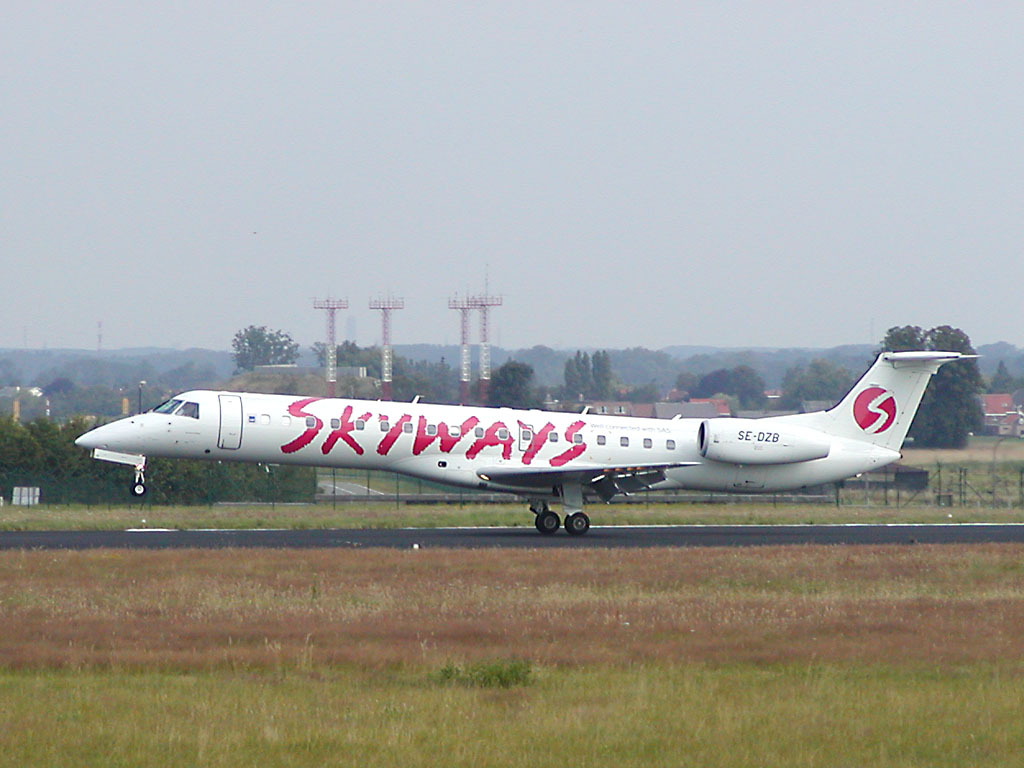
یک فروند امبرائر ای‌آرجی ۱۳۵/۱۴۰/۱۴۵ اسکای‌ویز.

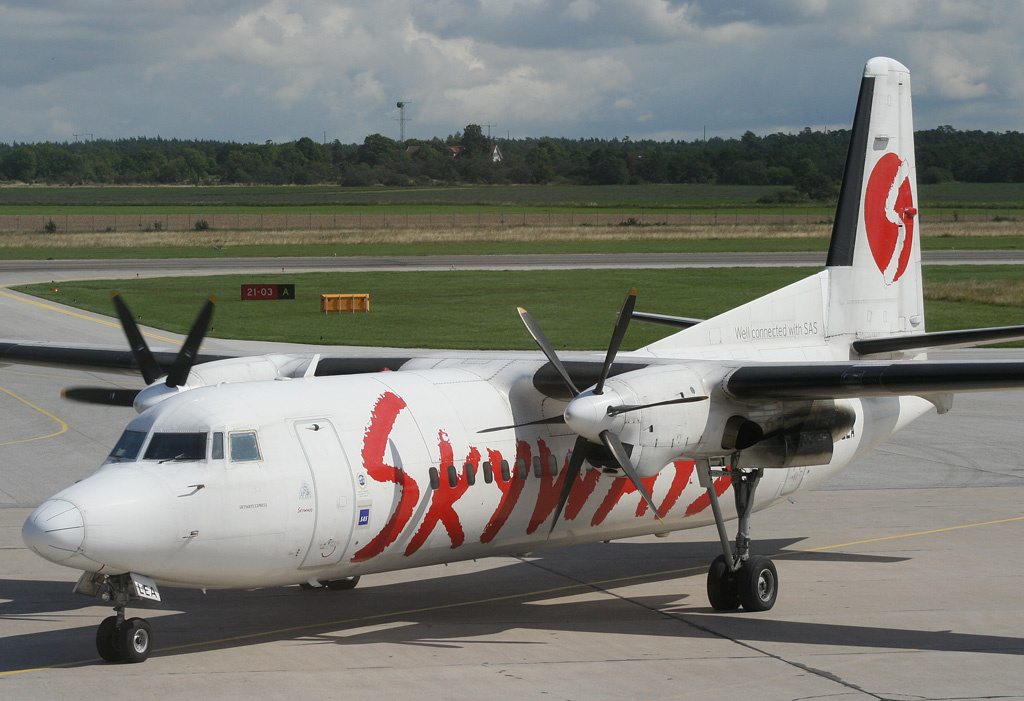
یک فروند فوکر ۵۰ اسکای‌ویز در فرودگاه ویزبه.

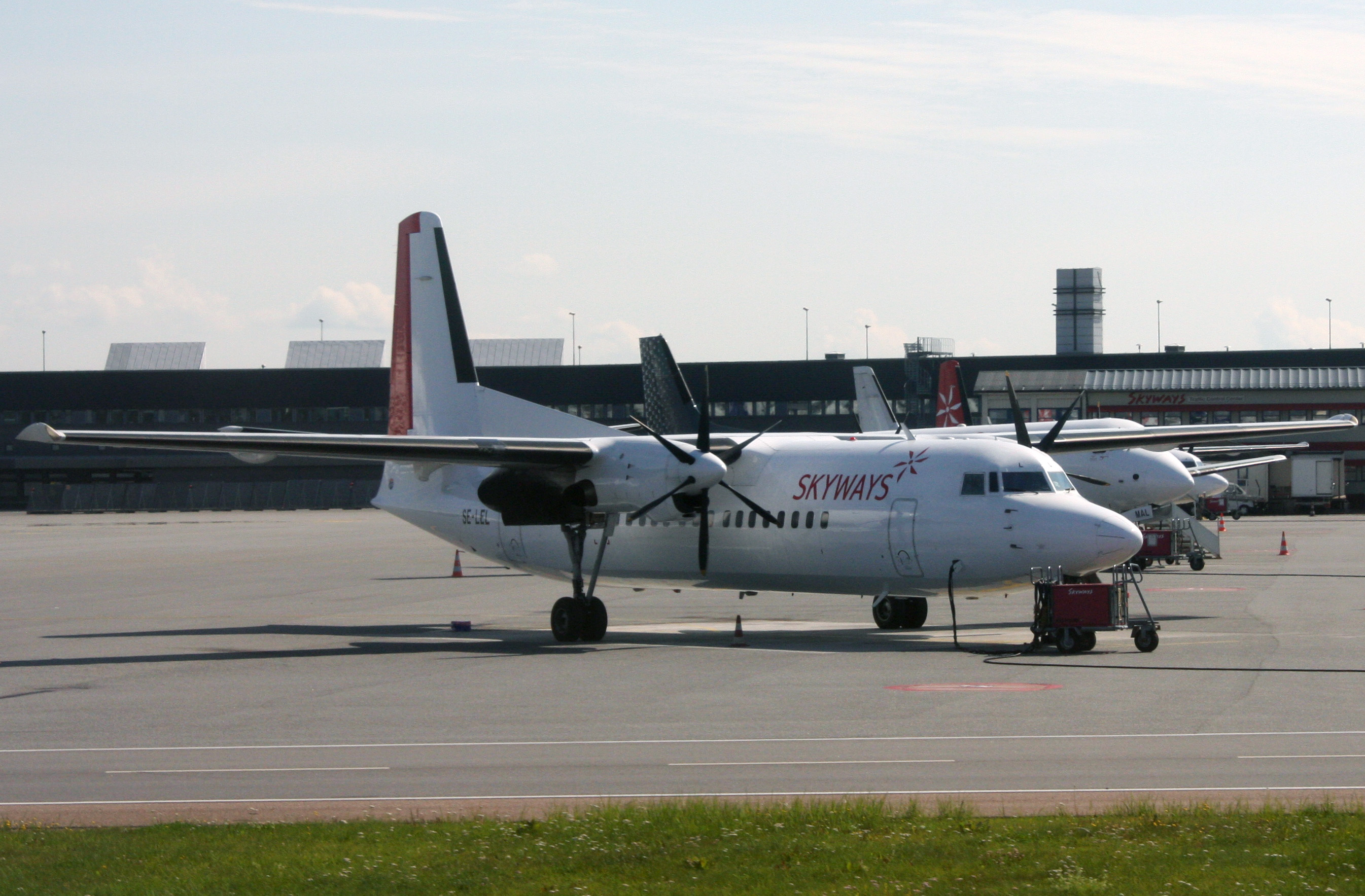
یک فروند فوکر ۵۰ اسکای‌ویز.

اسکای‌ویز به مقصدهای زیر پرواز انجام می‌دهد (۱ مه ۲۰۱۲):
| مقصدهای پروازی                | داخلی (سوئد) | شرکت هواپیمایی   |
| برگن                          | خیر          | اسکای‌ویز         |
| بیرمنگام                      | خیر          | اسکای‌ویز         |
| ویزبه                         | بله          | اسکای‌ویز         |
| یوتبری (قطب)                  | بله          | اسکای‌ویز         |
| هالمستاد                      | بله          | اسکای‌ویز         |
| هلسینکی                       | خیر          | اسکای‌ویز         |
| یونشوپینگ                     | بله          | اسکای‌ویز         |
| کارلشته                       | بله          | اسکای‌ویز         |
| کی‌یف                          | خیر          | اسکای‌ویز         |
| کریتمسته                      | بله          | اسکای‌ویز         |
| کپنهاگ                        | خیر          | اسکای‌ویز         |
| Billund                       | خیر          | اسکای‌ویز         |
| لولئو                         | بله          | اسکای‌ویز         |
| لیون                          | خیر          | اسکای‌ویز         |
| منچستر                        | خیر          | اسکای‌ویز         |
| اوسکرشهم                      | بله          | اسکای‌ویز         |
| پراگ                          | خیر          | اسکای‌ویز         |
| ریگا                          | خیر          | اسکای‌ویز         |
| روروس                         | خیر          | اسکای‌ویز         |
| استاوانگر                     | خیر          | اسکای‌ویز         |
| فرودگاه استکهلم-آرلاندا (قطب) | بله          | اسکای‌ویز         |
| سوندسوال                      | بله          | اسکای‌ویز         |
| تالین                         | خیر          | اسکای‌ویز         |
| ترولهتان                      | بله          | گلدن ایر         |
| اومئو                         | بله          | اسکای‌ویز         |
| وکفو                          | بله          | اسکای‌ویز         |
| زوریخ                         | خیر          | اسکای‌ویز         |
| Åre Östersund                 | بله          | اسکای‌ویز         |
| انشلدسویک                     | بله          | هوگا کوستن فلایگ |

## شرکا
- بلو۱
- ویدروئه
- ایربالتیک
- استونین ایر
- فن‌ایر

## ناوگان

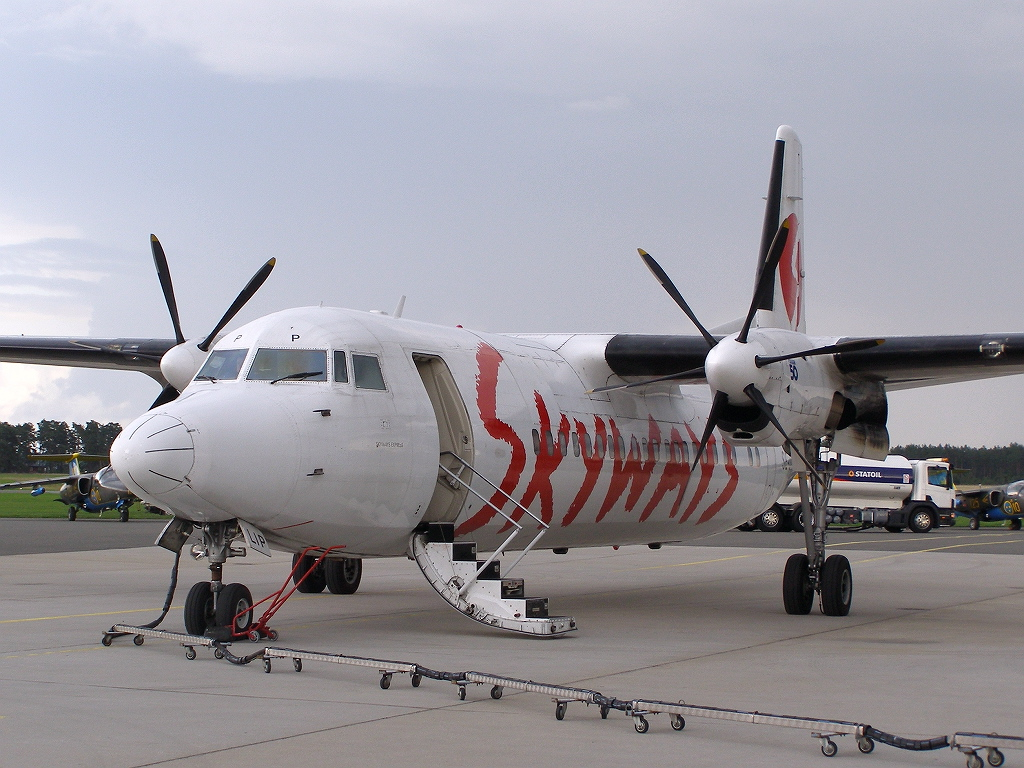
هواپیمای فوکر ۵۰ اسکای‌ویز.

ناوگان هوایی اسکای‌ویز به شرح زیر است (بنا بر داده‌های ۲۳ اوت ۲۰۱۰):